# Pia Locatelli
Pia Elda Locatelli (Villa d'Almè, 13 agosto 1949) è una politica italiana, Presidente Onoraria dell'Internazionale Socialista Donne.

## Biografia
Laureata prima in lingue e letterature straniere, poi in economia. Insegnante di lingua e letteratura inglese sino al 1982, quando è entrata nell'azienda tessile di famiglia, dove ha avviato e sviluppato il settore commerciale, sino a diventarne amministratrice delegata, gestendola in prima persona.
Nel 2000, dopo aver venduto l'azienda, è diventata presidente della Fondazione AJ Zaninoni, costituita per ricordare il marito, che si occupa di lavoro, pari opportunità e formazione.
Iscritta al PSI dal 1973, è stata consigliera comunale dal 1980 per 15 anni, prima a Vertova (Bg) poi come capogruppo del Partito Socialista Italiano al comune di Bergamo.
Dopo esserne stata vicepresidente dal 1992 al 1999, è diventata presidente dell'Internazionale Socialista donne e componente dell'esecutivo dell'Internazionale Socialista, incarichi che ha ricoperto sino al 2012 quando è stata nominata presidente onoraria dell'Internazionale Socialista donne.

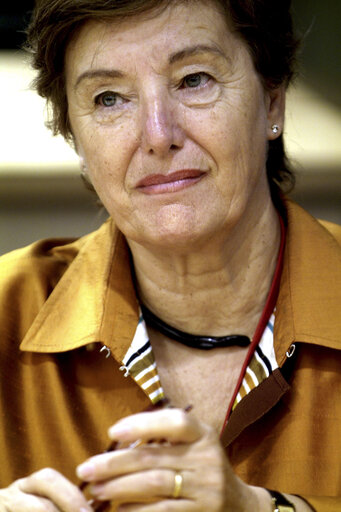
Pia Locatelli nel 2005

Da sempre interessata alla politica internazionale e ai movimenti femminili nel mondo, è stata osservatrice internazionale in Cile per lo svolgimento del plebiscito su Pinochet e per le successive prime elezioni democratiche, in Sudafrica per le prime elezioni del dopo apartheid, in cui è stato eletto presidente Nelson Mandela, e per le elezioni del Parlamento serbo. Dopo la guerra dei Balcani, è entrata nell'ufficio di presidenza della Gender task force del Primo tavolo della democratizzazione e dei diritti umani per il Patto di Stabilità per i Balcani; in questo ruolo impegnata per la formazione politica delle donne, e per favorirne la presenza nelle istituzioni.
Dal 1996 partecipa alla sessione annuale, a New York, della commissione dell'ONU sulla condizione delle donne. È membro del bureau della commissione permanente delle donne del Partito del Socialismo Europeo e del consiglio scientifico della FEPS.
Dal 2004 al 2009 è stata deputata del Parlamento europeo, eletta per la lista Uniti nell'Ulivo nella circoscrizione nord-ovest, in sostituzione di Michele Santoro (che optò per un'altra circoscrizione) ed è iscritta al gruppo parlamentare del Partito Socialista Europeo. È stata componente della Commissione per i diritti delle donne e l'uguaglianza di genere e della Commissione per l'industria, ricerca ed energia, nonché Presidente della delegazione per le relazioni con l'assemblea parlamentare della Nato e capodelegazione del Partito Socialista Italiano nell'ambito della delegazione italiana nel gruppo PSE.
Il 4 novembre 2009 le è stato assegnato il Parliament magazine MEP AWARD, il premio come “Migliore Parlamentare dell'anno”, per il settore “Ricerca e Innovazione”. Il premio, organizzato dalla rivista del Parlamento europeo, viene conferito ogni anno a un parlamentare che si sia distinto per il suo lavoro in uno dei 12 settori in cui è stata suddivisa l'attività nell'europarlamento. Pia Locatelli aveva redatto le linee guida per la stesura del VII programma quadro europeo, rapporto approvato a larghissima maggioranza (512 voti a favore, 16 contrari e 14 astenuti) proprio sul tema della ricerca. Nel 2011 su incarico della commissione europea ha diretto un gruppo di esperti per la valutazione intermedia del progetto europeo di ricerca sulla metrologia.
Da sempre socialista, nel 2007 è stata tra le protagoniste della costituente che ha portato alla rinascita del Partito socialista. Nel primo congresso del nuovo partito (luglio 2008) ha proposto la sua candidatura a segretario con una mozione dal titolo Prima la politica; tuttavia ha ritirato la candidatura per favorire la votazione all'unanimità di Riccardo Nencini.

### Elezione a deputato

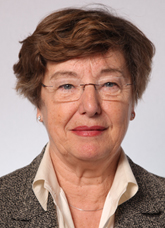
Pia Locatelli alla Camera dei Deputati

Grazie all'accordo elettorale tra PSI e PD, alle elezioni politiche del 2013 viene eletta alla Camera dei Deputati, nella circoscrizione Lombardia 1, in virtù della candidatura nelle liste del Partito Democratico.
Alla Camera si iscrive al Gruppo misto per poi aderire l'11 giugno 2013, assieme agli altri tre deputati del PSI, alla componente del misto "Partito Socialista Italiano (PSI) - Liberali per l'Italia (PLI)".
È capogruppo del gruppo misto nella Commissione Affari Esteri e comunitari, con la vicepresidenza del comitato permanente sull'Africa e le questioni globali, coordina l'intergruppo parlamentare salute globale e diritti delle donne.
A giugno 2013 è entrata a far parte del pool di esperti per la valutazione del partenariato pubblico/privato previsto nel progetto Horizon 2020, il sistema di finanziamento integrato destinato alle attività di ricerca e innovazione dell'Unione Europea.
Fa parte del Comitato scientifico della Fondazione Nilde Iotti e del Comitato nazionale del progetto Stages (Structural Transformation to Achieve Gender Equality in Science) finanziato dalla Commissione Europea (a cui partecipano il Dipartimento per le Pari Opportunità del Consiglio dei Ministri italiano e vari Università e Centri di ricerca europei).
Nell'estate 2014 ha inaugurato, come madrina, la prima sezione femminile del Partito Socialista Italiano decidendo con Daniela Virgilio (promotrice dell'iniziativa e responsabile delle donne socialiste in Sicilia) di intitolarla a Clara Zetkin.